# Estratègicon
|  | Per a altres significats, vegeu «Estratègicon de Cecaumen». |

L'Estratègicon (en grec medieval: Στρατηγικόν, Strategikon) és un tractat d'estratègia militar que hauria estat escrit durant el segle vi. S'atribueix a l'emperador romà d'Orient Maurici. Inclou des de consells pràctics, fins a una llista de delictes militars i els càstigs que s'han d'aplicar. A la introducció, el seu autor indica que es tracta d'un «manual modest i elemental» dirigit a aquells que ostenten el càrrec de general o hi volen arribar.

## Redacció
Es diu que l'Estratègicon va ser el resultat d'un esforç per sistematitzar les reformes militars imposades per l'emperador Maurici, que també era militar. Es debat encara qui en va ser l'autor. Maurici només hauria ordenat que es compilés l'Estratègicon, i el seu germà Pere, que era curopalata, o algun altre general de l'Imperi haurien escrit aquesta obra. També es debat la data de la seva publicació. Si es va escriure al segle vi, hauria servit per deixar constància de l'estratègia i les experiències militars de Maurici durant les seves campanyes als Balcans (582-602) i a l'Imperi Sassànida (572-591), o potser aquestes campanyes es van dur a terme per provar les estratègies descrites al manual. A partir del segle xix els historiadors van considerar, sobre bases filològiques i tecnològiques, que l'obra s'hauria escrit entre els segles viii i ix. En qualsevol cas, és una de les obres militars més importants de l'edat mitjana, juntament amb els tractats del segle x dels emperadors romans d'Orient Lleó VI el Filòsof (τακτικῶν Tàctica) i Nicèfor II Focas (De velitatione i Praecepta Militaria). La Tactica de Lleó VI està inspirada en gran part en l'Estratègicon.

## Descripció
El manual comprèn 12 llibres, que expliquen les tàctiques utilitzades per l'exèrcit romà d'Orient als segles vi i vii. Parla de l'entrenament tàctic de la cavalleria, però també incideix en la infanteria, en els setges, l'administració militar, els exercicis d'entrenament i les marxes. Els llibres VII i VIII contenen consells pràctics per als generals, en forma d'instruccions i màximes. El llibre XI tracta l'etnografia dels enemics de l'imperi en aquella època: els francs, els longobards, els àvars, els turcs i els eslaus. Els llibres es divideixen així:
- Llibre I: Introducció
- Llibre II: Entrenament tàctic de la cavalleria
- Llibre III: Formacions de la cavalleria. Els tagmes
- Llibre IV: Emboscades
- Llibre V: Intendència militar
- Llibre VI: Exercicis i tàctiques
- Llibre VII: Estratègia. Aspectes que ha de considerar un general
- Llibre VIII: Instruccions generals i màximes
- Llibre IX: Atacs per sorpresa
- Llibre X: [Setges]
- Llibre XI: Característiques i tàctiques de diferents pobles
- Llibre XII: [Formacions mixtes. Infanteria. Campaments. Caça]

L'obra dona normes i regles per dur a terme un lideratge eficaç. Segons l'autor, la vida que ha de portar un general ha de ser sense artificis i senzilla com la dels soldats als que mana. S'ha de mostrar paternal, donar tranquil·lament les ordres i intentar suggerir més que manar sempre que sigui possible. Ha de discutir els temes importants cara a cara. La seva primera preocupació hauria de ser la seguretat, el menjar i el pagament regular dels salaris.
L'Estratègicon és també una obra jurídica, perquè inclou una llista de delictes militars i les penes a imposar.